# Jouleova toplina
Jouleova toplina je toplina koja nastaje pri prolasku električne struje kroz vodič zbog njegova otpora. Ta je količina topline Q:
{\displaystyle Q=I^{2}\cdot R\cdot t}
gdje je: I - jakost struje, R - električni otpor vodiča, a t - vrijeme. Jednadžba je poznata i pod nazivom Jouleov zakon.
Prema tome Jouleov zakon glasi:
Razvijena toplina u nekom električnom vodiču (otporu) je razmjerna s kvadratom jakosti električne struje, veličinom električnog otpora i vremenom.

## Objašnjenje
Kad nekim električnim vodičem teče električna struja, on se zagrijava, pa se tako dio električne energije pretvara u toplinsku energiju. Toplina koja se razvije električnom strujom naziva se Jouleova toplina. Ispitivanja su pokazala da nastala toplina je razmjerna s kvadratom jakosti električne struje. Ispitivanja su također pokazala da je jakost električne struje razmjerna s električnim otporom. Isto je utvrđeno da je količina topline razmjerna s vremenom, to jest čim dulje vremena teče električna struja kroz isti električni otpor, to će biti i količina razvijene topline veća. Prema tome Jouleov zakon za razvijenu količinu topline električnom strujom glasi: 
{\displaystyle Q=k\cdot I^{2}\cdot R\cdot t}
gdje je: k - koeficijent razmjernosti koji ovisi o jedinicama kojima mjerimo veličine u navedenom izrazu. Budući da je (Ohmov zakon):
{\displaystyle U=I\cdot R}
to je:
{\displaystyle Q=k\cdot U\cdot I\cdot t}
gdje je U mjereno u voltima, I u amperima,  t u sekundama, pa je dobivena količina topline u džulima. Pri tom je koeficijent k = 1, jer je:
{\displaystyle k={\frac {Q}{U\cdot I\cdot t}}={\frac {\mbox{J}}{\mbox{Ws}}}={\mbox{1}}}
konačno:
{\displaystyle Q=U\cdot I\cdot t}
ako je U mjereno u voltima, I u amperima,  t u sekundama, te dobivena količina topline je u džulima.

## Primjena Jouleove topline

### Električni osigurač
Priključimo li na izvor električne struje trošilo koje uzima prejaku struju, električni vodovi bi se mogli jako ugrijati. Zbog toga mogu nastati štete, a i požar na električnim uređajima. Da se to spriječi, stavi se na početak električnih vodova takozvani rastalni osigurač koji prekine struju čim ona prijeđe dopuštenu jakost. Rastalni osigurač je mali šuplji porculanski valjak kroz koji prolazi tanka žica od lako topljive kovine i spaja se na jednom kraju metalni valjčić s obojenom pločicom od kovine koja se nalazi na drugoj strani. Kad nit osigurača pregori, obojena pločica padne na zaštitni stakleni prozorčić na glavi osigurača. Boja pločice označuje za koju je jakost struje osigurač građen. Na primjer zelena boja označuje jakost struje od 6 A, a crvena od 10 A. Presjek električnih vodova je određen jakošću struje koja je potrebna za trošilo. Zato su osigurači dimenzionirani prema toj struji. Nazivna električna struja osigurača, to jest ona struja kod koje on pregori, mora biti manja od najveće dopuštene struje. 

### Bimetalni prekidač
Bimetalni prekidač je traka sastavljena od dvaju različitih metala i prema tome različitog koeficijenta toplinskog rastezanja. Traka, koja se sastoji od dva metala, savijena je u obliku slova U. S unutarnje strane nalazi se metal koji se jače rasteže. Zadatak je bimetalnog prekidača da zaštiti uređaj od prejake električne struje. S jakom strujom raste i temperatura, pa se bimetal zbog rastezanja tako savije da prekine struju. Na jednom kraju bimetala nalazi se kontaktni nastavak, koji se pri savijanju trake odmakne od kontaktne pločice i time prekine dovod električne energije. Obične bimetalne kombinacije jesu mjed-čelik i bronca-čelik. 

### Električna rasvjeta
Svojstvo električne struje da grije žicu kojom prolazi primjenjuje se u električnim žaruljama za rasvjetne svrhe. Žarulja se sastoji od staklene kruške iz koje je isisan zrak (vakuum). U žarulji se nalazi u spiralu savijena tanka nit velikog električnog otpora od kovine visokog tališta (volfram, osmij, tantal). Ta se nit zbog prolaza električne struje ugrije do 2 000 °C i isijava svjetlost. Žarna nit se s vremenom pretvara u prašinu, dok konačno ne pregori. To raspršivanje je slabije ako se u žarulji nalazi kakav kemijski neutralni plin, na primjer argon, dušik ili kripton. Srednja trajnost žarulja je oko 1 000 sati. Pored najmanjih izrađuju se također žarulje od 10 000, 20 000 pa i 50 000 W, koje troše samo pola vata na jednu kandelu. To su takozvane poluvatne žarulje.

### Voltin luk
Spojimo li u strujni krug dva ugljena štapa i pustimo li kroz njih struju od 10 do 12 A i od 40 do 75 V, nastat će na krajevima ugljena veliki električni otpor zbog slabog dodira, pa će se tu proizvesti visoka temperatura. Razmaknemo li ugljene štapove, struja se neće prekinuti jer se zbog visoke temperature usiju plinovi među krajevima ugljena i čine takozvani Voltin luk u kojem lebde usijane čestice ugljena. Kod istosmjerne struje pozitivni ugljeni štap brže izgara od negativnog, pa na njemu nastaje mala udubina koja se zove krater, dok na negativnom ugljenu nastane šiljak. Temperatura kratera iznosi oko 4 000 °C. Kod izmjenične struje izgaranje obaju ugljena je jednakomjerno. 

### Električne peći
Stavimo li Voltin luk koji nastaje također i između kovinskih štapova u prostor ograđen ciglama, dobijemo elektrolučnu peć. Takve peći služe za dobivanje materijala koje se proizvode na visokim temperaturama. U elektrolučnim pećima proizvodi se čelik najbolje kakvoće, takozvani elektročelik. Peć je tako građen da se može iskretati kako bi se izlio rastaljeni čelik. 
Osim lučnih električnih peći grade se i peći s električnim otporom. Te pećii imaju otpornu žicu ili šipke od materijala koji električnoj struji stavljaju vrlo veliki električni otpor. Zbog toga se razvija visoka temperatura. Takve se peći upotrebljavaju za taljenje i zagrijavanje predmeta pri njihovoj obradi. U metalnoj industriji upotrebljavaju se za kaljenje čelika i za cementiranje, u kovnicama novca za taljenje metala, u keramičkoj industriji i industriji stakla za emajliranje, pečenje izradaka i taljenje stakla. U domaćinstvu se upotrebljavaju za kuhanje i grijanje. 

### Električno zavarivanje
Električno zavarivanje je spajanje kovina rastaljivanjem njihovih rubova. Predmet koji treba svariti spoji se s negativnim polom električnog generatora. Zatim se predmetu približi pozitivna šipka koja se zove elektroda za zavarivanje, a mora biti od istog materijala od kojeg je i predmet koji se zavaruje. Zbog toga nastaje električni luk koji tali metal pa taj u tekućem stanju ulazi u pukotinu te je ispunjava. Električno zavarivanje upotrebljava se kod gradnje brodova, mostova, cisterna, vagona i tako dalje. 

### Mjerni instrumenti sa zagrijanom žicom
Mjerni instrumenti sa zagrijanom žicom ili termički mjerni instrumenti osnivaju se na pojavi da se kovine rastežu zagrijavanjem, pri čemu je rastezanje razmjerno povećanju temperature. Takvi mjerni instrumenti mogu se upotrebljavati kao voltmetri i kao ampermetri. Oni služe kao takozvani univerzalni mjerni instrumenti jer se njima može mjeriti istosmjerna i izmjenična struja. Na skali svakog mjernog instrumenta mora biti označeno na kojem principu radi. 